# Elapheia nigeriana
Elapheia nigeriana – gatunek chrząszcza z rodziny kusakowatych i podrodziny kusaków. 
Gatunek ten opisany został po raz pierwszy w 2016 roku przez Arnalda Bordoniego na łamach „Biodiversity Journal”. Jako lokalizację typową wskazano okolice Dżosu w nigeryjskim stanie Plateau.
Chrząszcz o silnie wydłużonym ciele długości 4,5 mm. Głowa jest błyszcząco żółtawa z bladożółtymi czułkami, w zarysie prawie prostokątna z lekko zaokrąglonymi bokami, wąsko wyokrąglonymi kątami tylnymi i lekko wystającymi poza obrys, dużymi oczami. Powierzchnię głowy pokrywają gęste i głębokie punkty oraz kilka większych punktów dyskowych. Wąskie, niemal prostokątne z lekko falistymi brzegami bocznymi, węższe i dłuższe od głowy przedplecze ubarwione jest błyszcząco żółtawo. Drobne punktowanie na przedpleczu tworzy grzbietowe szeregi od dziesięciu do jedenastu punktów oraz nieregularne szeregi boczne liczące dziewięć lub dziesięć punktów. Żółtawe, połyskujące, dłuższe i szersze od przedplecza pokrywy są w zarysie lekko ku tyłowi rozszerzone, z wydatnymi kątami barkowymi. Na ich powierzchni występuje drobne, rozproszone punktowanie rozmieszczone w czterech lub pięciu szeregach na każdej. Barwa odnóży jest bladożółta. Żółtawy, błyszczący odwłok ma oskórek pokryty mikrosiateczkowaniem i rozproszonym punktowaniem. Genitalia samca mają niemal kulisty edeagus grubymi, symetrycznymi paramerami oraz długim, wąskim, kilkukrotnie skręconym woreczkiem wewnętrznym opatrzonym drobnymi łuskami.
Gatunek afrotropikalny, znany tylko z Nigerii.